# Zanthoxylum thomasianum
Zanthoxylum thomasianum, là một loài thực vật thuộc họ Rutaceae. Loài này có ở Puerto Rico, quần đảo Virgin thuộc Anh, và quần đảo Virgin thuộc Mỹ. Môi trường sống tự nhiên của chúng là rừng nhiệt đới và cận nhiệt đới khô lá rộng và vùng cây bụi. Chúng hiện đang bị đe dọa vì mất môi trường sống.